# Jan Snížek
Jan Snížek (28. prosince 1904 Praha – 26. října 1971 New York) byl český dramatik, kabaretiér, režisér a divadelní podnikatel.

## Život

### Studium, povolání
Jan Snížek se narodil v pražském Podskalí, jako syn Antonína Snížka a Emanuely, roz. Pérové. Po maturitě na reálném gymnáziu v Křemencové ulici (1923) vystudoval fakultu architektury ČVUT. Byl majitelem stavební firmy, která stavěla silnice a mosty a také mu patřila továrna na léčiva Medica v Praze Na Poříčí.

### Divadlo
Současně byl také dramatikem a své autorské pásmo divadelních skečů, nazvané Rozmarné zrcadlo, parodující soudobé literární, divadelní a filmové konvence uváděl se skupinou ochotníků ve smíchovské Umělecké besedě. Hru i s Janem Snížkem koupil Jára Kohout
, který ji pak od prosince roku 1940 uváděl na scéně svého Divadla U Nováků ve Vodičkově ulici.
V březnu 1941 založil Snížek spolu s V. Brychtou a O. Rosenbergem (tajemníkem v Divadle Járy Kohouta U Nováků v podzemí paláce Ambassador na Václavském náměstí, na scéně zrušeného varieté Alhambra, Nezávislé divadlo, kam od Kohouta přetáhli polovinu ansámblu. Divadlo fungovalo na koncesi O. Rosenberga. Účelem bylo seriálové provozování pásma jevištních parodií Rozmarné zrcadlo.
Souběžně s provozováním Nezávislého divadla spolupracoval také s Uměleckou scénou L. D. Plevy, působící v Městském divadle na Vinohradech v letech 1942–3, jako umělecký šéf, režisér a dramaturgický poradce. Na jaře 1942 s částí souboru Nezávislého divadla Snížek odešel na venkov, kde dále uváděl Rozmarné zrcadlo.
V roce 1943 se Snížek vrátil do Prahy a připojil se ke Stálému divadlu Břetislava Diviše v Unitarii. Zde uváděl Rozmarné zrcadlo II, věnované filmu. V roce 1944 se svoji skupinou uváděl na základě kabaretní licence v Rokoku hry Rozmarné pásmo a Nekonečný trojúhelník, ale pak se přesunul, poprvé  již pod názvem Rozmarné divadlo, do Pražského okružního divadla na Hajnovce na Vinohradech, podnikatele Aloise Valenty. Od 1. září 1944 byla česká divadla z nařízení protektorátních úřadů uzavřena.
S jeho divadlem spolupracovali např. František Filipovský, Martin Růžek a Bohuš Záhorský, Snížkova žena Božena Helclová, Hana Staňková, A. Žďárský, Bóža Wronski, G. Holmová, Zdena Sladká, B. Velanová, G. Rosenbergová, V. Petráňová, Z. Heinzová, F. Znamenáček, L. Vlach, A. Greiffenegger, a další.

### Po roce 1945, exil
Po válce provozoval od srpna 1945 Rozmarné divadlo krátce v Rokoku, od října 1945 pak opět na Václavském náměstí, v sále Alhambry. Divadlo se stalo terčem levicových ideologů  a zaniklo v létě roku 1946. Jan Snížek dále na revuální scéně Alhambry působil již jen jako šéfrežisér, autor a herec.
Po odchodu do exilu krátce po únoru 1948 žil v Paříži. I zde uváděl hry Rozmarného divadla pro české exulanty. V letech 1951–1953 pracoval ve Svobodné Evropě v Mnichově, kde měl svůj pravidelný satirický pořad „Snížkovy rozmarné úvahy“. V roce 1955 odešel i s rodinou do Spojených států, kde založil s Járou Kohoutem Krajanské divadlo se kterým jezdil až do své smrti v roce 1971 po Spojených státech a Kanadě a uváděl jak své vlastní hry, tak českou klasiku (Čapek, Vrchlický, Klicpera, Stroupežnický a další).

### Rodina
Jeho manželkou byla Božena Helclová, členka Činohry Národního divadla. Spolu měli syna Pavla. Rodina emigrovala za Janem Snížkem až v roce 1952.

## Citát
Jednoho dne přišel Snížek s nápadem, že bychom mohli otevřít vlastní divadlo. A protože byl movitý pán, nebylo k realizaci takového nápadu daleko. Tím spíše, že byla k dispozici opuštěná Alhambra na Václavském náměstí. Spojil se s bývalým tajemníkem Kohoutova divadla Rosenbergem, který byl výborný obchodník a seriózní podnikatel…Snížek nakonec otevřel toto divadlo – nazval je Nezávislé – na koncesi zkušeného divadelníka Rosenberga.
František Filipovský

## Dílo

### Divadelní hry, výběr
- 1921 Pro každého něco (uvedeno v Tylově divadle v Nuslích)
- 1922–1925 Co platí na ženy, Páté kolo u vozu, Dál už to nejde, Nahoru a dolů, Všechno je reklama, aj. (různé veselohry, pásma a revue)
- 1930 Pochopte, že je to pochopitelné (kriminální groteska, uvedeno v Divadle Na Slupi)
- 1931 První láska Fandy Mrázka (uvedeno v divadle Rokoko)
- 1938 Příklady táhnou (trampská veselohra o třech jednáních, uvedeno v pražském Národním divadle v letech 1938–9, rež. Aleš Podhorský), vydáno knižně v roce 1939 (A. Neubert, Praha)
- 1940 Rozmarné zrcadlo (parodické skeče na literární, divadelní a filmové konvence; jednotlivé výstupy parodující např. čtenou zkoušku, loutkářské umění, amatérské divadlo, herce Národního divadla, operu a operetu aj. spojovala vždy postava konferenciéra a vtipného glosátora v osobě Jana Snížka, vystupujícího na forbíně) [18]
- 1941 Rudolf II. (historická veselohra), na jevišti uvedeno až v roce 1946 v Alhambře pod názvem Dvojí majestát
- 1942 Vyšetřuje dr. Brent (parodie na detektivní žánr), napsal J. Snížek spolu s Jiřím Weyrem (uvedeno v Nezávislém divadle)
- 1943 Rozmarné zrcadlo II (jevištní pásmo – parodické skeče na filmové konvence), premiéra ve Stálém divadle v Unitarii
- 1943 Rozmarné pásmo (vybrané výstupy z Rozmarného zrcadla I a II), uváděno v divadle Rokoko od února do května 1944
- 1944 Nekonečný trojúhelník (pásmo parodických skečů na manželské a milenecké vztahy, odehrávající se v různých stoletích), uváděno od května do července v divadle Rokoko a od poloviny srpna pak ve vinohradské Hajnovce
- 1945 Bouráme dějiny (jevištní pásmo – úprava stejnojmenné hry Jana Pixy), uvedeno v divadle Rokoko v srpnu 1945
- 1946 Doba osvobozená (milenecký trojúhelník z konce války a doby osvobození Československa)
- 1946 Co se nám nelíbí na…
- 1947 Agitka I, Agitka II

### Divadelní režie, výběr
- 1940 Šťastná náhoda (opereta), Velká opereta
- 1941 Jan Snížek: Rozmarné zrcadlo, Nezávislé divadlo (v letech 1941–1942 měla hra více než 600 repríz, spolu s dalšími reprízami na zájezdových provedeních v dalších letech dosáhla celkem cca 1180 repríz) [5]
- 1945 Jan Pixa: Bouráme dějiny, Rozmarné divadlo (v Rokoku) [19]
- 1946 Jan Snížek: Dvojí majestát, Rozmarné divadlo
- 1946 Jan Snížek: Co se nám nelíbí na…, Alhambra

### Filmografie
- 1939 Příklady táhnou (Jan Snížek jako autor námětu-divadelní hra), režie Miroslav Cikán [20]